# Бачако, Петер
Петер Бачако (27 сентября 1951, Эрчи, Фейер — 2 апреля 2008, Будапешт) — венгерский тяжелоатлет, призёр чемпионатов Европы, чемпион и призёр чемпионатов мира и Олимпийских игр, олимпийский рекордсмен.

## Карьера
На летних Олимпийских играх 1976 года в Монреале Бачако завоевал бронзовую медаль (157,5 + 187,5 = 345 кг), уступив советскому штангисту Валерию Шарию (162,5 + 202,5 = 365 кг) и Трендафилу Стойчеву (162,5 + 197,5 = 360 кг). В рамках олимпийского турнира были разыграны и медали 50-го чемпионата мира по тяжёлой атлетике.
В перерыве между Олимпиадами становился серебряным призёром чемпионатов Европы 1977, 1978 и 1979 годов и серебряным призёром чемпионатов мира 1977 и 1978 годов.
На следующей Олимпиаде в Москве Бачако стал чемпионом (170 + 207,5 = 377,5 кг), опередив болгарина Румена Александрова (170 + 205 = 375 кг) и представителя ГДР Франка Мантека (165 + 205 = 370 кг). В рамках олимпийского турнира также были разыграны медали 54-го чемпионата мира по тяжёлой атлетике.
Бачако является автором четырёх олимпийских рекордов: трёх в рывке (152,5 и 157,5 кг на Олимпиаде в Монреале в категории до 82,5 кг, 170 кг — на Олимпиаде в Москве в категории до 90 кг) и одного в сумме двоеборья (345 кг на Олимпиаде в Монреале в категории до 82,5 кг).